# El Potro Álvarez
Antonio Enrique Álvarez Cisneros (Caracas,  10 de mayo de 1979) más conocido como el Potro Álvarez, es un exbeisbolista, cantante y político venezolano. Estuvo bajo varias ligas de béisbol tanto venezolanas, como internacionales. Aparte, logró posicionar varios temas musicales dentro del conteo de canciones en Latinoamérica. Fue el ministro del Poder Popular para el Deporte desde el 9 de enero de 2014 hasta el 28 de abril de 2015, durante el gobierno del presidente Nicolás Maduro.

## Biografía
Álvarez nació en Caracas, capital de Venezuela. Desde pequeño fue preparado para el béisbol, hasta que logró ingresar en algunas ligas menores.

### Carrera deportiva
Antonio Álvarez comenzó a jugar béisbol en la Liga Venezolana de Béisbol Profesional desde 1996 con los Leones del Caracas hasta el 2002, permaneciendo 6 temporadas, siendo uno de los buques insignias del equipo caraqueño, donde ganó la corona de bateo en la temporada 2000-2001, dejando un promedio de 359; luego jugó en Caribes de Oriente, Pastora de los Llanos, Navegantes del Magallanes y con los Tiburones de La Guaira.
En 1999 estuvo toda la temporada en Williamsport y fue nombrado MVP. En el año 2000 empezó a jugar en la clase “A” donde tuvo un buen desempeño. En el 2001 fue promovido a la “AA”, donde llegó a batear 370.
Antonio Álvarez llegó a las Grandes Ligas con los Pittsburgh Pirates en 2003, regresando en 2004. En 2005, fue considerado uno de los diez mejores Pittsburgh Pirates prospectos tanto por Baseball America y ESPN, fue firmado por los Chicago White Sox como agente libre antes de la temporada de 2005. Posteriormente, se trasladó a jugar a Canadá, China y en la Liga Venezolana de Béisbol Profesional. En el 2006 jugó en el Ottawa Lynx, la filial Triple A de los Baltimore Orioles. En 2007, Álvarez firmó con los Brother Elephants de CPBL (Taiwán).
Luego de finalizar su contrato, desde 2006 ha jugado en Venezuela, una temporada con los Tiburones de La Guaira y Navegantes del Magallanes, luego con Caribes de Anzoátegui en el 2009, con las Águilas del Zulia durante los años 2010, 2011 y 2012 y con los Tigres de Aragua en el 2014.

### Carrera artística
En el 2009, debuta junto a Chino & Nacho y Baroni, como cantante de reggaetón, logrando posicionar su primer sencillo «Lo que no sabes tú» como número #1 de la cartelera del Récord Report de Venezuela y figurar en otras listas musicales latinoamericanas, cuyo videoclip oficial se grabó en Venezuela en las playas de Choroní, el cual se colocó de número #1, favorito de los televidentes de todo el continente a través del Hot Ranking del Canal HTV.
En septiembre de 2010, estrena su segundo tema «Bla, bla, bla» con colaboración de nuevo con Chino & Nacho, el cual también logró colocarse como número #1 del Record Report de Venezuela y otras listas musicales latinoamericanas, esta vez teniendo como protagonista del video, a la ex Miss Universo y modelo Dayana Mendoza. El clip muestra varios escenarios naturales del país venezolano (Los Roques, Caracas, Canaima y los Médanos de Coro), número #1 del Canal Musical HTV.
En julio de 2011, graba junto a Fuego la versión de «Una vaina loca (remix)», cuya grabación del videoclip se realizó en la Isla de Margarita, este tercer tema se convirtió a tan solo dos semanas de su estreno en número #1 del Record Report de Venezuela, otros países de Latinoamérica y Europa y número #1 del Canal Musical HTV. En agosto de ese año, alcanza el Chart Tropical Airplay de la revista Billboard con su tema «Bla, bla, bla».
A finales de 2011 lanzó su cuarto tema, «Me gusta» a dúo con Oscarcito, posicionándose en el primer lugar del Record Report; grabando en 2012 el vídeo musical bajo la dirección del venezolano Daniel Durán, en la Cárcel de Alcatraz, con Kate del Castillo como actriz principal y con la participación de la actriz española Cristina Urgel, de La reina del sur, tema que se convirtió en número #1 del canal de televisión HTV.
En el 2012 graba junto a Chino & Nacho su quinto tema «Regalame un muack (remix)», el videoclip fue filmado en la ciudad de Maracaibo y parte del estado Zulia. El tema logra el #1 del Chart Tropical de Billboard en Estados Unidos. En mayo estrena con Illegales su sexto tema «Ayántame», cuyo videoclip se filmó en Maracay, logrando varias posiciones en los conteos latinos.
En el 2013 grabó con Arcángel el remix de «Me prefieres a mí», su séptimo tema.
En mayo de 2013 se unió con el compositor Porfi Baloa y sus Adolescentes para crear su octava canción en solidaridad con los Privados de Libertad. Se trata de un mix de cuatro temas de Salsa brava, llamado "CLÁSICOS DE LA GALERA", realizado con la finalidad de darle música a los Primeros Juegos Nacionales Deportivos por la Libertad, tema que ocupó también en junio de 2013 el Primer puesto del Record Report en la cartelera Top Salsa.
En 2014 junto a Illegales saca su noveno tema "PASARLA BIEN", cuyo videoclip se filmó en el Estado Falcón, dirigido por Marlon Peña, conquistando el número #1 del Canal Musical HTV, se posicionó en el Primer lugar en todas las carteleras de Venezuela y el Caribe y llegó al número #1 en el ranking Billboard Tropical Airplay en Estados Unidos.
En el 2015 graba junto a Yandel su décimo tema "COMO YO TE QUIERO", que consiguió posicionarse en el sitial de honor el mismo día de su debut en la cartelera radial Record Report, fue escrita por Llandél Vegilla, Justin Quiles y Antonio Álvarez, tema que conquistó el número #1 de las carteleras radiales, el videoclip se filmó Caracas, y fue dirigido por Jessy Terrero logrando el número #1 del Canal Musical HTV, además alcanzó el Primer lugar #1 del Chart Tropical Billboard y se convirtió en la Canción del año en Venezuela.
En el 2015 colabora en el Remix del tema "OJITOS" de Sixto Rein feat El Potro Álvarez & Farruko se posicionó en primeros puestos de las carteleras radiales de Venezuela y el Caribe, el videoclip se filmó en la ciudad de Caracas, fue dirigido por Marlon Peña y logró el número #1 del Canal Musical HTV.
En el 2016 graba el tema "GOZADERA" y es el primer venezolano en lograr dentro de la historia de la música, unirse en una sola canción con Wisin, Yandel y Don Omar; este tema alcanzó el #1 de las carteleras, producida por Luny Tunes."Gozadera" forma parte de uno de los álbumes más importantes del género urbano "Más Flow 3".
Para agosto de 2017 colabora con el cantante boricua Ozuna para su álbum Odisea con el tema "SECRETO" posicionándose en los primeros puestos digitales como también haciendo tendencia del mismo en redes sociales, además de convertirse en un hit musical, batiendo el récord al debutar en el primer #1 lugar del top 100 en las 3 carteleras radiales más reconocidas de Venezuela: Record Report, National Report y Monitor Latino.
En octubre de 2017 entró a las filas de la disquera RocNation, propiedad del rapero Jay Z (esposo de Beyonce).[cita requerida] Esto marcó una nueva etapa dentro de la carrera musical del exbeisbolista. El tema "SECRETO" ya está en rotación en las principales plataformas digitales del mundo.
| Año  | Canción                 | Artista(s)                                                                          | Localización del video                                       | Director del video         |
| ---- | ----------------------- | ----------------------------------------------------------------------------------- | ------------------------------------------------------------ | -------------------------- |
| 2009 | "LO QUE NO SABES TÚ"    | Chino y Nacho feat. El Potro Álvarez / Baroni (In tracklist of album Mi Niña Bonita | Playas de Choroní - Venezuela                                | Daniel Duran & Marlon Peña |
| 2010 | "BLA BLA BLA"           | El Potro Álvarez feat. Chino & Nacho                                                | Los Roques / Canaima / Caracas / Médanos de Coro - Venezuela | Daniel Duran & Marlon Peña |
| 2011 | "UNA VAINA LOCA"        | Fuego feat. El Potro Álvarez                                                        | Isla Margarita - Venezuela                                   | Daniel Duran & Marlon Peña |
| 2012 | "ME GUSTA"              | El Potro Álvarez feat. Oscarcito                                                    | Alcatraz, San Francisco                                      | Daniel Duran               |
| 2012 | "REGÁLAME UN MUACK"     | Chino y Nacho feat. El Potro Álvarez (In tracklist of album Supremo                 | Estado Zulia - Venezuela                                     | Daniel Duran               |
| 2012 | "AYANTAME"              | Illegales feat. El Potro Álvarez                                                    | Estado Aragua - Venezuela                                    | Daniel Duran               |
| 2013 | "ME PREFIERES A MI"     | Arcángel feat. El Potro Álvarez                                                     | Costas del Estado Vargas y Caracas - Venezuela               | Marlon Peña                |
| 2013 | "CLÁSICOS DE LA GALERA" | Porfi Baloa y sus Adolescentes feat. El Potro Álvarez                               | Caracas - Venezuela                                          | AUDIO                      |
| 2014 | "PASARLA BIEN"          | Illegales feat. El Potro Álvarez                                                    | Estado Falcón - Venezuela                                    | Marlon Peña                |
| 2015 | "COMO YO TE QUIERO"     | El Potro Álvarez feat. Yandel                                                       | Caracas - Venezuela                                          | Jessy Terrero              |
| 2015 | "OJITOS REMIX"          | Sixto Rein feat. El Potro Álvarez & Farruko                                         | Caracas - Venezuela                                          | Marlon Peña                |
| 2016 | "GOZADERA"              | El Potro Álvarez feat. Wisin, Yandel & Don Omar                                     | Caracas - Venezuela                                          | AUDIO                      |
| 2017 | "SECRETO"               | Ozuna feat. El Potro Álvarez                                                        | Caracas - Venezuela                                          | AUDIO                      |

### Carrera política
El Potro Álvarez ha sido un promotor del deporte, la educación, el turismo y la cultura; ha participado en clínicas deportivas para niños y jóvenes, llevando artículos deportivos, colaborando con donativos para el acondicionamiento de espacios deportivos, dotando de material educativo, alimentos, medicinas entre otros. De igual modo, ha participado en distintas campañas para eliminar la violencia, el ocio y las drogas, en aras de la inclusión social, formando parte de la Comisión Presidencial por la Paz y la Vida y siendo el Coordinador de los Primeros Juegos Nacionales Deportivos por la Libertad.
El 8 de diciembre de 2013 fue candidato para la Alcaldía del Municipio Sucre del Estado Miranda por el Partido Socialista Unido de Venezuela (PSUV), las cuales fueron ganadas por su adversario, Carlos Ocariz, representante de la Coalición Opositora Mesa de la Unidad Nacional.[cita requerida]

## Vida personal
Es sobrino del dirigente comunista Alberto Lovera. Actualmente es el único pelotero en vestir ocho camisetas de la Liga Venezolana de Béisbol Profesional (Leones, Tiburones, Navegantes, Caribes, Águilas, Pastora, Cardenales, Tigres). Está casado con Dayana Colmenares, Miss Venezuela Internacional 2007.